# هارون سميث (لاعب اتحاد الرغبي)
هارون سميث (بالإنجليزية: Aaron Smith)‏ هو لاعب اتحاد الرغبي نيوزيلندي، ولد في 21 نوفمبر 1988 في بالميرستون نورث في نيوزيلندا.

## وصلات خارجية
- أرون سميث عل موقع إسبنسكروم (الإنجليزية)
- أرون سميث على موقع ItsRugby.co.uk (الإنجليزية)